# Tarakeswar
Tarakeswar (ou ‘Tarkeswar’) (bengali : তারকেশ্বর Tarokeshshor), surnommée la Cité de Shiva, est une ville et municipalité du district de Hooghly, au Bengale occidental (Inde). Située à quelque 58 km au nord-ouest de la ville de Calcutta elle est un centre important de pèlerinages. Vu l’affluence des pèlerins, dès la fin du XIXe siècle (1885) une ligne de chemin de fer fut construite pour relier Howrah (Calcutta) et Tarakeswar.

## Étymologie
La ville doit son nom au temple de Taraknath qu’elle héberge. En bengali ‘Tarakeswar’ signifie: ‘’le Seigneur Tarak’.

## Population
D’après le recensement de 2001 la population de Tarakeswar s’élève à 28 178, 53 % étant de sexe masculin et le reste, 47 %, de sexe féminin. Le taux d’alphabétisation est de 72 %, ce qui est supérieur à la moyenne nationale et à celle du Bengale occidental. La présence à Tarakeswar d’un nombre élevé d’institutions d’enseignement explique ce chiffre.

## Temple de Taraknath
L’attraction principale de la ville - et ce qui lui a donné naissance - est le temple de Taraknath, un haut lieu sacré de la secte de Shiva. Le bâtiment est de structure traditionnelle : un temple surmonté d’un double dôme de deux fois quatre côtés (appelé ‘atchala’) précédé d’un hall ouvert aux quatre vents où peuvent se dérouler des cérémonies religieuses : danses, chants et kirtans, séances de méditation. À proximité se trouvent des sanctuaires plus petits dédiés à d’autres dieux : Kâlî, Lakhminarayan. Une pièce d’eau (appelée ‘dudh pukur’) au nord du temple a des propriétés sacrées : qui s’y baigne, dit-on, aura sa prière exaucée.
Tout au long de l’année des pèlerins visitent le temple de Taraknath. Le lundi est un jour privilégié. Lors des festivals de 'Shivaratri' (février-mars) et 'Gajan' (mi-avril) les pèlerins y affluent par milliers. Le mois de 'Srabon' (mi-juillet à mi-août) est de bon augure pour les membres de la secte de Shiva.

## Communications
Étant donné l’afflux des pèlerins une ligne de chemin de fer à voie unique est ouverte en 1885 entre Howrah (rive droite du Hooghly) et Tarakeswar où elle a son terminus. Un projet prévoyant le prolongement de la ligne jusque Bishnupur est en voie de réalisation.